# Horst Gläß
Horst Gläß (* 19. März 1925 in Einsiedel; † 8. August 1995 in Thalheim/Erzgeb.) war ein in Thalheim/Erzgebirge lebender Mundartsprecher, der insbesondere durch seine Bühnenauftritte und sein Gedicht „Mei Arzgebirg, wie bist du schie!“ bekannt wurde.

## Leben
Horst Gläß verbrachte seine ersten Lebensjahre in Einsiedel und zog 1930 mit seiner Familie nach Burkhardtsdorf, wo er seine Jugend verbrachte. 1945 heiratete er und zog zu seiner Frau nach Thalheim, wo er bis zu seinem Tod lebte. Außer seinem künstlerischen Engagement war er Betriebsteilleiter des VEB „Buntsockenwerk“ Thalheim, der aus der Buntsockenfabrik Max Eichler KG, Betriebsteil Thalheim hervorgegangen war, wo Gläß zunächst als Obermeister tätig war.

## Engagement
Gläß war bereits ab 1948 beim Mandolinenorchester Burkhardtsdorf und wurde 1950 Sprecher bei den „Tholmer Lerchn“ (hd.: „Thalheimer Lerchen“). Er wirkte in zahlreichen erzgebirgischen Heimatgruppen mit, z. B. als Sprecher der von Erich Walther gegründeten Erzgebirgsgruppe des Kulturhauses „Clara Zetkin“ in Thalheim, der Heimatgruppe Raschau, den Zschorlauer Nachtigallen, der Willy-Kaltofen-Gruppe und dem Erzgebirgsensemble Aue. Weiterhin war er in der Stadthalle Karl-Marx-Stadt, dem Kulturpalast in Dresden und im Palast der Republik in Berlin, häufig bei Erzgebirgsveranstaltungen, als Mundartsprecher anzutreffen. Im Fernsehen der DDR war er erstmals an der Seite von Heinz Quermann in der Sendung „Weihnachten im Erzgebirge“ zu sehen. 1966 moderierte er alle 15 Veranstaltungen des „Kuchensingens“. Ein Teil seiner Gedichte wurde auf dem Album „Spaß aus unner Hutzenstub'“ veröffentlicht.
Gläß’ Repertoire umfasste rund 100 Erzählungen und Gedichte, die er frei vortrug. Er absolvierte bis zu 150 Auftritte im Jahr und war auch außerhalb der DDR im Fernsehen zu sehen. Sein wohl bekanntestes Gedicht ist „Mei Arzgebirg, wie bist du schie“. Sein künstlerisches Engagement musste er im Jahre 1984 aufgeben, da er schwer erkrankte und dadurch seine Sprache verlor.
Er war Mitglied der CDU, die er als Abgeordneter im Stadtrat von Thalheim vertrat.

## Auszeichnung
- 1967 Verdienter Aktivist
- Lorbeer des Fernsehens der DDR in Bronze